# Diều thường
Diều thường (danh pháp hai phần: Buteo buteo) là một loài chim trong họ Ưng.
Ó buteo phân bố ở phần lớn châu Âu và kéo sang châu Á. Nó thường định cư quanh năm trừ một kố khu vực lạnh hơn trong phạm vi phân bố và trừ một phân loài. Ó buteo dài 40–58 cm, sải cảnh dài 109–136 cm và cân nặng 427-1364 g.

## Hình ảnh

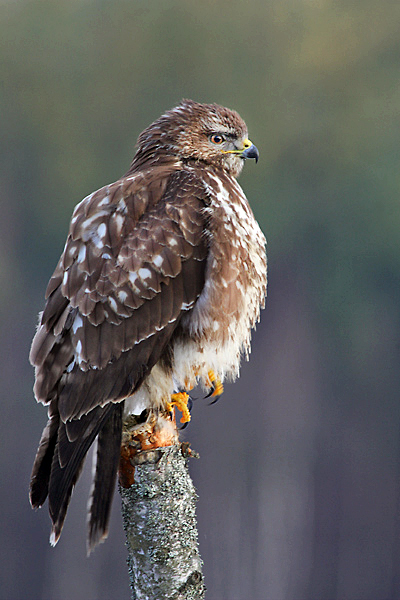
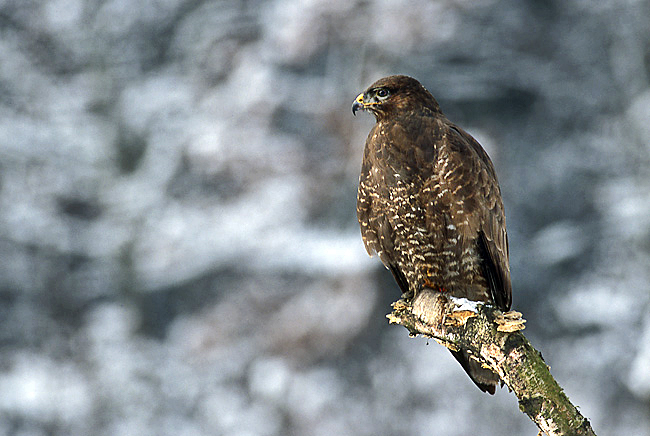
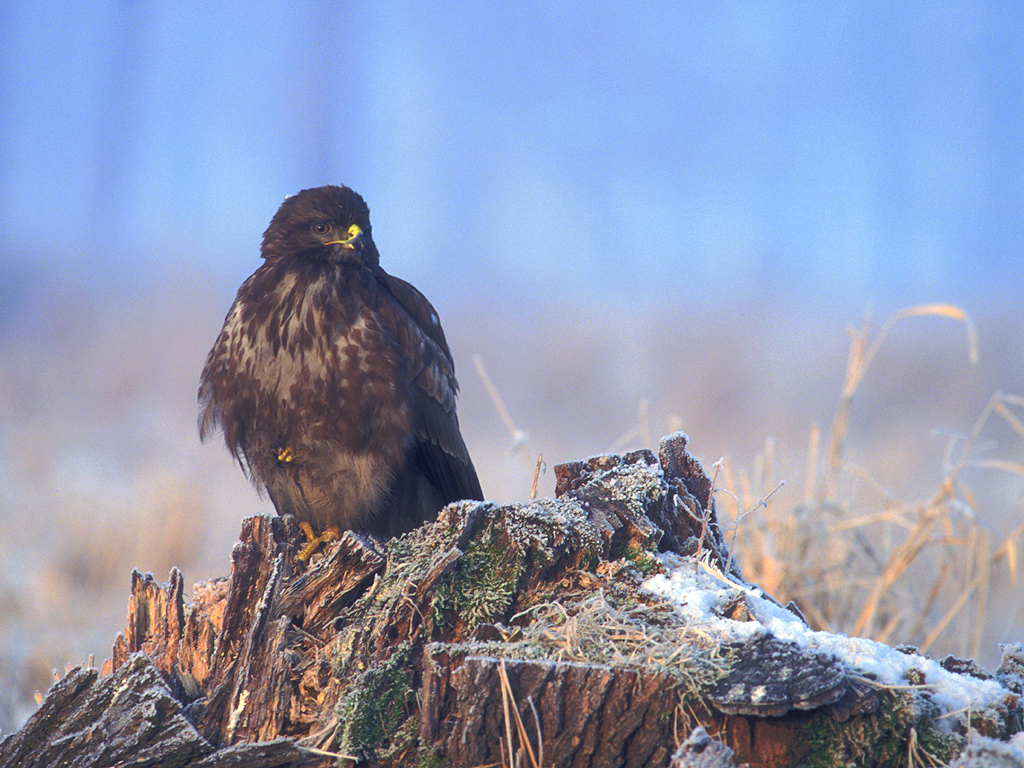
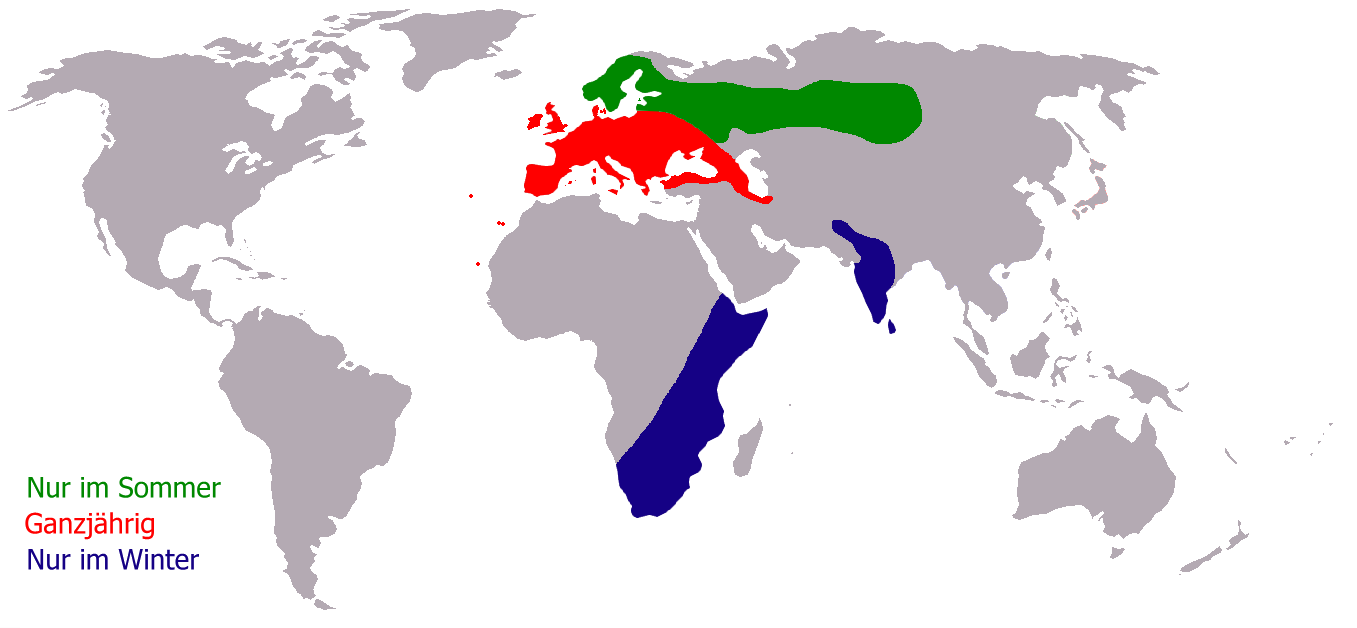
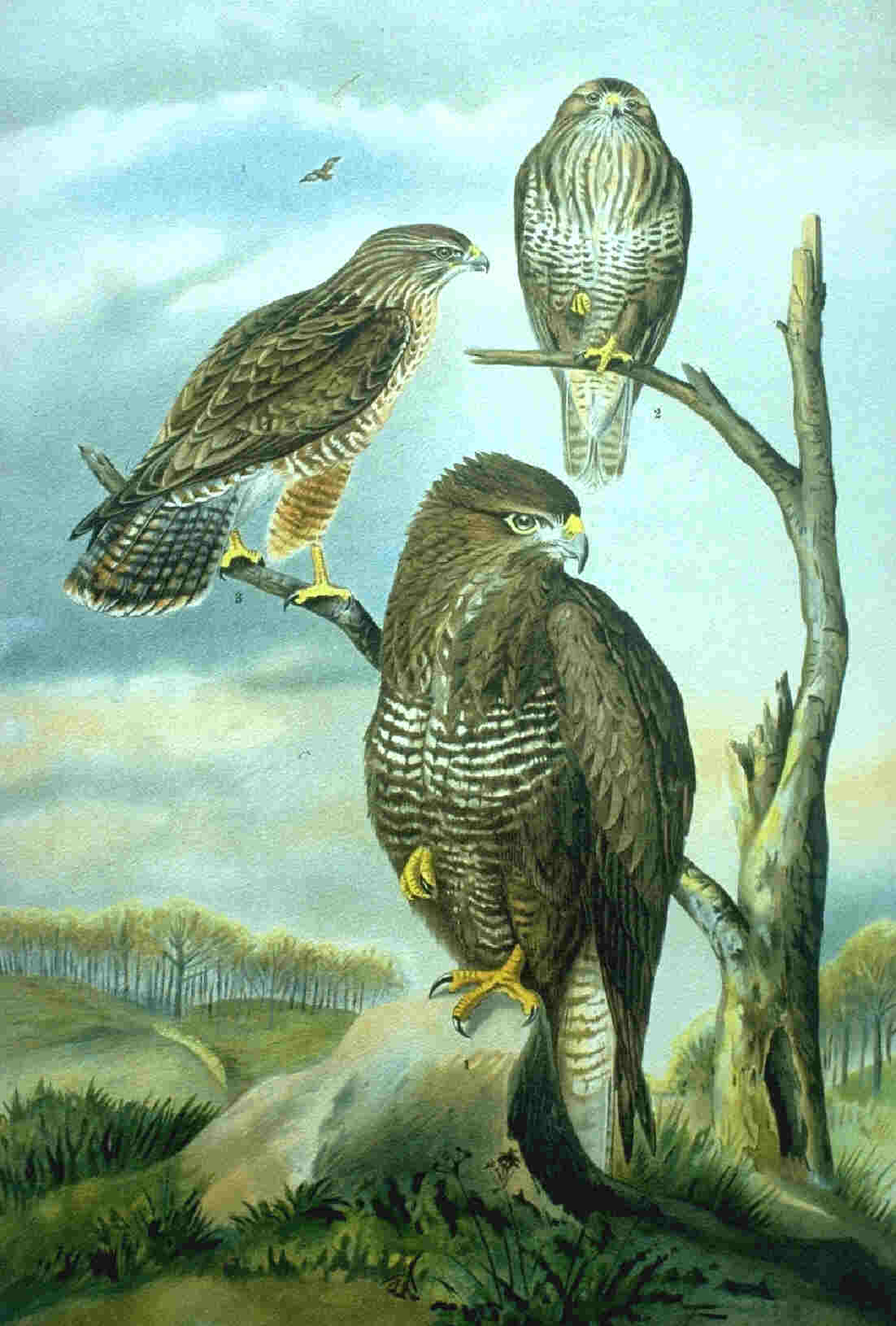
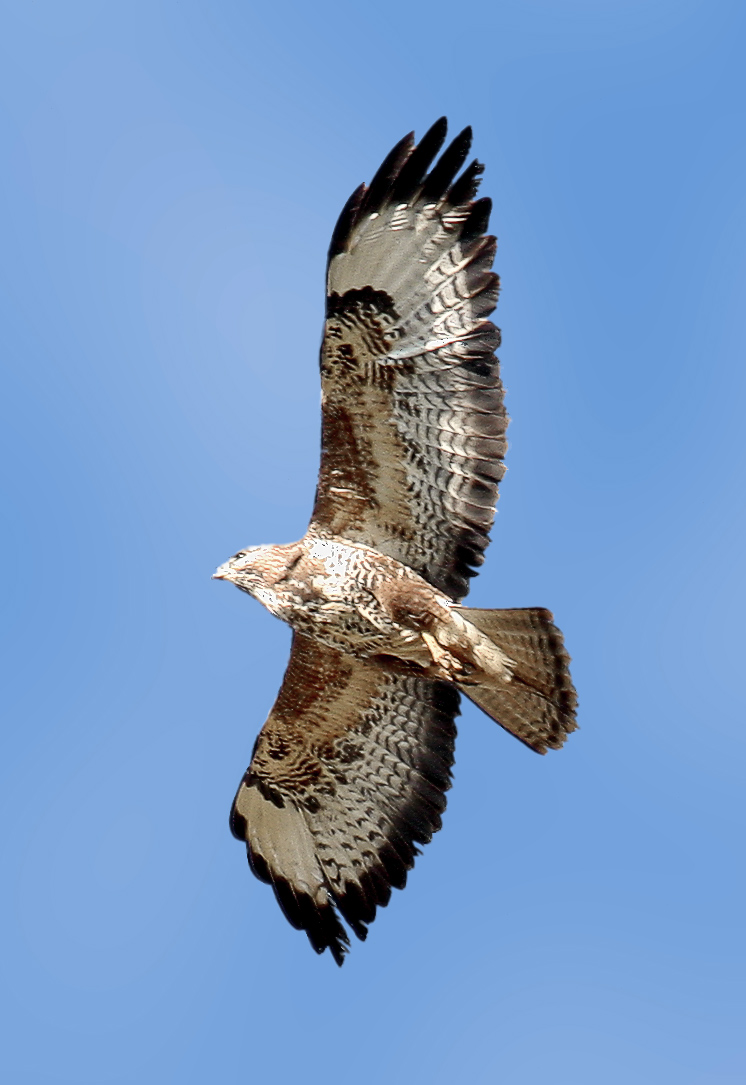
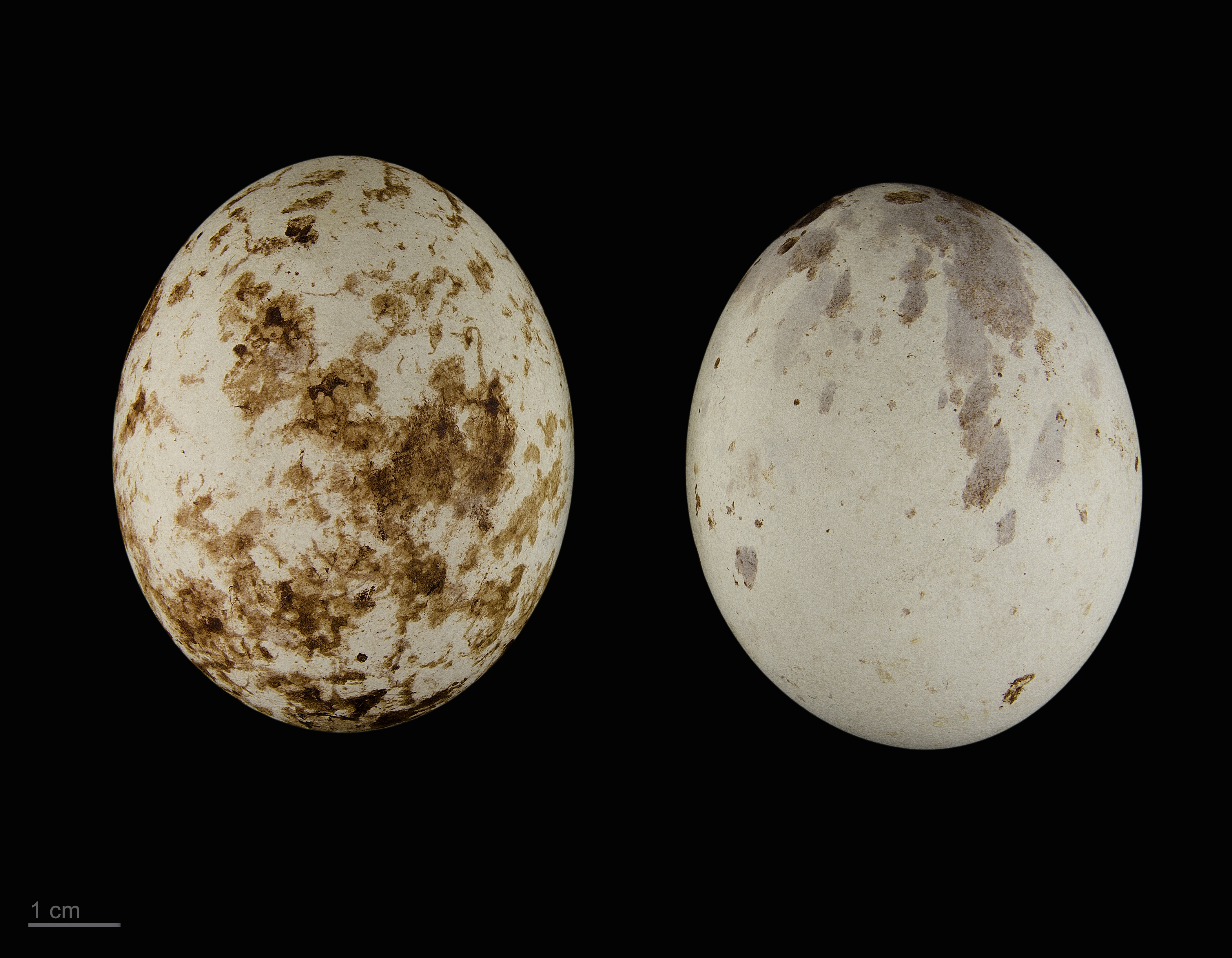
Museum specimen